# Катарина Живановић
Катарина Живановић (Смедеревска Паланка, 28. март 1994) српска је телевизијска и филмска редитељка.

## Приватни живот
Детињство проводи у Великој Плани. У септембру 2009, ради наставка школовања, сели се у Београд, где и данас живи.

## Образовање
Након завршене основне школе у Великој Плани, уписује Филолошку гимназију у Београду (кинески језик). Средња школа “Артимедија” 2010. године додељује јој стипендију за драмски смер, те остатак средњошколског образовања наставља у овој уметничкој школи. Управо у Артимедији режира свој први филм (средњег метра) под називом Ми можемо све.
Студије режије завршава на Факултету драмских и филмских умјетности Универзитета Синергија у Бијељини, у класи Дејана Зечевића. За време основних студија режира два краткометражна филма (Освета (2016) и Надживети корњачу (2017)), за које осваја награде на СФФ. Тренутно завршава мастер студије (режија) на Факултету драмских уметности Универзитета уметности у Београду.

## Награде
- Специјална награда жирија (Освета - кратки филм) - Sarajevo film festival 2016[2]
- Награда за најбољи БХ студентски филм (Надживети корњачу - кратки филм) - Sarajevo film festival 2017[3]

## Филмови
| Година | Назив             | Улога   | Напомена            |
| ------ | ----------------- | ------- | ------------------- |
| 2015.  | Ми можемо све     | редитељ | филм средњег метра  |
| 2016.  | Освета            | редитељ | краткометражни филм |
| 2017.  | Надживети корњачу | редитељ | краткометражни филм |
| 2021.  | Бубе              | редитељ | дугометражни филм   |

## Серије
| Година     | Назив                              | Сезона | Број епизода | Улога   |
| ---------- | ---------------------------------- | ------ | ------------ | ------- |
| 2018-2019. | Синђелићи                          | 5      | 24           | редитељ |
| 2018-2019. | Ургентни центар (српска ТВ серија) | 2-3    | 16           | редитељ |
| 2021.      | Династија (српска ТВ серија)       | 1      | 13           | редитељ |